# Luwegu
Luwegu – rzeka w południowo-centralnej Tanzanii. Ma 338 km długości. Wypływa w regionie Ruvuma, około 40 km na wschód od miasta Songea. Płynie głównie w kierunku północno-wschodnim przez południowo-zachodnią część rezerwatu fauny Selous, mijając wodospad Siguri Falls. Łączy się z rzeką Kilombero, tworząc rzekę Rufidżi. Rzeka niesie wodę okresowo, jedynie w porze deszczowej. Głównym dopływem rzeki jest rzeka Marangandu.